# Live in Las Vegas (Elvis Presley)
Live in Las Vegas è un cofanetto antologico (box set) di Elvis Presley composto da quattro dischi, pubblicato nel 2001 dalla RCA Records (n. cat. 07863 69354-2). Include esibizioni dal vivo tratte da concerti tenuti a Las Vegas da Presley in ogni decennio della sua carriera.

## Descrizione
Il primo disco contiene lo show completo del 24 agosto 1969, mentre il secondo lo spettacolo dell'11 agosto 1970. I dischi tre e quattro presentano registrazioni tratte da esibizioni che spaziano dal 1956 al 1975, presentate in ordine non cronologico.

## Tracce
Disco 1 - August 24, 1969
1. Blue Suede Shoes – 2:37 (Carl Perkins)
2. I Got a Woman – 2:55 (Ray Charles, Renald Richard)
3. All Shook Up – 1:49 (Otis Blackwell)
4. Elvis welcomes the audience – 1:48 (—)
5. Love Me Tender – 2:37 (Vera Matson)
6. Jailhouse Rock / Don't Be Cruel (medley) – 2:37 (Jerry Leiber, Mike Stoller / Otis Blackwell)
7. Heartbreak Hotel – 2:01 (Mae Boren Axton, Tommy Durden)
8. Hound Dog – 3:22 (Jerry Leiber, Mike Stoller)
9. I Can't Stop Loving You – 2:42 (Don Gibson)
10. Johnny B. Goode – 3:15 (Chuck Berry)
11. Baby What You Want Me to Do – 2:37 (Jimmy Reed)
12. Runaway – 2:16 (Max Crook, Del Shannon)
13. Are You Lonesome Tonight? – 3:03 (Lou Handman, Roy Turk)
14. Yesterday / Hey Jude (medley) – 4:06 (John Lennon, Paul McCartney)
15. Introductions – 2:34 (—)
16. In the Ghetto – 2:47 (Mac Davis)
17. Suspicious Minds – 6:32 (Mark James)
18. What'd I Say – 3:47 (Ray Charles)
19. Can't Help Falling in Love – 2:08 (Luigi Creatore, Hugo Peretti, George David Weiss)
20. Elvis talks about his career – 6:41 (—)

Durata totale: 62:14
Disco 2 - August 11, 1970
1. That's All Right – 2:47 (Arthur "Big Boy" Crudup)
2. I Got a Woman – 2:34 (Ray Charles, Renald Richard)
3. Hound Dog – 3:59 (Jerry Leiber, Mike Stoller)
4. Love Me Tender – 2:56 (Vera Matson)
5. There Goes My Everything – 3:56 (Dallas Frazier)
6. Just Pretend – 4:18 (Guy Fletcher, Doug Flett)
7. I Just Can't Help Believin' – 4:53 (Barry Mann, Cynthia Weil)
8. Something – 3:38 (George Harrison)
9. Men with Broken Hearts – 0:40 (Hank Williams)
10. Walk a Mile in My Shoes – 2:12 (Joe South)
11. You've Lost That Lovin' Feelin' – 5:32 (Barry Mann, Phil Spector, Cynthia Weil)
12. Polk Salad Annie – 5:10 (Tony Joe White)
13. One Night – 2:00 (Dave Bartholomew, Pearl King, Anita Steiman)
14. Don't Be Cruel – 1:34 (Otis Blackwell)
15. Love Me – 1:56 (Jerry Leiber, Mike Stoller)
16. Instrumental vamp – 0:58 (—)
17. Heartbreak Hotel – 2:19 (Mae Boren Axton, Tommy Durden)
18. Introductions – 2:25 (—)
19. Bridge over Troubled Water – 4:14 (Paul Simon)
20. Suspicious Minds – 6:05 (Mark James)
21. Can't Help Falling in Love – 2:07 (Luigi Creatore, Hugo Peretti, George David Weiss)
22. When the Snow is on the Roses – 1:27 (Ernst Bader, Larry Kusik, Eddie Snyder)

Durata totale: 67:40
Disco 3
1. See See Rider – 2:33 (Traditional) – 18 febbraio 1970
2. Release Me – 3:09 (Eddie Miller, Robert Yount) – 18 febbraio 1970
3. Sweet Caroline – 2:51 (Neil Diamond) – 16 febbraio 1970
4. The Wonder of You – 2:35 (Baker Knight) – 18 febbraio 1970
5. Polk Salad Annie – 4:42 (Tony Joe White) – 18 febbraio 1970
6. Proud Mary – 2:46 (John Fogerty) – 16 febbraio 1970
7. Walk a Mile in My Shoes – 2:49 (Joe South) – 19 febbraio 1970
8. In the Ghetto – 2:45 (Mac Davis) – 19 febbraio 1970
9. Let It Be Me – 3:23 (Gilbert Bécaud, Manny Curtis, Pierre Delanoë) – 17 febbraio 1970
10. Don't Cry Daddy – 2:59 (Mac Davis) – 17 febbraio 1970
11. Kentucky Rain – 3:53 (Dick Heard, Eddie Rabbitt) – 17 febbraio 1970
12. Long Tall Sally – 1:26 (Robert Blackwell, Enotris Johnson, Richard Penniman) – 18 febbraio 1970
13. I Can't Stop Loving You – 2:21 (Don Gibson) – 19 febbraio 1970
14. Suspicious Minds – 5:04 (Mark James) – 19 febbraio 1970
15. Never Been to Spain – 3:28 (Hoyt Axton) – 16 febbraio 1972
16. You Gave Me a Mountain – 3:15 (Marty Robbins) – 16 febbraio 1972
17. It's Impossible – 2:52 (Armando Manzanero, Sid Wayne) – 16 febbraio 1972
18. It's Over – 2:20 (Jimmie Rodgers) – 17 febbraio 1972
19. Hound Dog – 1:06 (Jerry Leiber, Mike Stoller) – 14 febbraio 1972
20. Little Sister / Get Back (medley) – 1:54 (Doc Pomus, Mort Shuman / John Lennon, Paul McCartney) – 14 febbraio 1972
21. A Big Hunk o' Love – 2:02 (Aaron Schroeder, Sidney Wyche) – 16 febbraio 1972
22. The Impossible Dream – 2:29 (Joe Darion, Mitch Leigh) – 16 febbraio 1972
23. An American Trilogy – 4:31 (arrang. Mickey Newbury) – 16 febbraio 1972

Durata totale: 67:13
Disco 4
1. Heartbreak Hotel – 3:02 (Mae Boren Axton, Tommy Durden) – 6 maggio 1956
2. Long Tall Sally – 4:02 (Robert Blackwell, Enotris Johnson, Richard Penniman) – 6 maggio 1956
3. Blue Suede Shoes – 3:32 (Carl Perkins) – 6 maggio 1956
4. Money Honey – 2:49 (Jesse Stone) – 6 maggio 1956
5. Promised Land – 2:43 (Chuck Berry) – 19 agosto 1974
6. It's Midnight – 2:54 (Jerry Chesnut, Billy Edd Wheeler) – 21 agosto 1974
7. If You Talk in Your Sleep – 3:04 (Johnny Christopher, Red West) – 21 agosto 1974
8. I'm Leavin' – 3:05 (Sonny Charles, Michael Jarrett) – 21 agosto 1974
9. Why Me Lord – 3:00 (Kris Kristofferson) – 21 agosto 1974
10. Help Me – 2:26 (Larry Gatlin, Elvis Presley) – 22 agosto 1974
11. Softly As I Leave You – 2:30 (Giorgio Calabrese, Tony de Vita, Hal Shaper) – 21 agosto 1974
12. My Baby Left Me – 3:10 (Arthur "Big Boy" Crudup) – 19 agosto 1974
13. It's Now or Never – 2:30 (Eduardo Di Capua, Wally Gold, Aaron Schroeder) – 27 agosto 1974
14. Hawaiian Wedding Song – 1:59 (Al Hoffman, Charles E. King, Dick Manning) – 21 agosto 1974
15. Tryin' to Get to You – 1:55 (Rose Marie McCoy, Charles Singleton) – 20 agosto 1974
16. Green Green Grass of Home – 3:30 (Curly Putman) – 22 marzo 1975
17. You're the Reason I'm Living – 2:40 (Bobby Darin) – 22 marzo 1975
18. Big Boss Man – 2:30 (Luther Dixon, Al Smith) – 30 marzo 1975
19. Burning Love – 2:42 (Dennis Linde) – 30 marzo 1975
20. My Boy – 4:40 (Jean-Pierre Bourtayre, Claude François, Phil Coulter, Bill Martin) – 30 marzo 1975
21. And I Love You So – 3:24 (Don McLean) – 6 dicembre 1975
22. Just Pretend – 3:44 (Guy Fletcher, Doug Flett) – 6 dicembre 1975
23. How Great Thou Art – 4:24 (Stuart K. Hine) – 6 dicembre 1975
24. America the Beautiful – 2:12 (Katherine Lee Bates, Samuel A. Ward) – 6 dicembre 1975

Durata totale: 72:27